# Давидов, Рубен Багдасарович
Рубен Багдасарович Дави́дов (1909—1975) — советский учёный в области молочного дела,.

## Биография
В 1935 — 1940 годах старший научный сотрудник, а затем директор Московской центральной научно-исследовательской лаборатории Союзконсервмолоко.
В 1940—1942 докторант АН СССР.
Доктор технических наук. В 1942 — 1970 годах заведовал кафедрой технологии продуктов животноводства (затем — кафедра молочного дела) ТСХА. Профессор.
Инициатор (1948) открытия проблемных лабораторий по молочному хозяйству. Результаты его исследований послужили основой для первого советского ГОСТа на заготавливаемое молоко.
Автор и соавтор книг:
- Молоко и здоровье [Текст] / Р. Б. Давидов, В. П. Соколовский. — М. : Медицина, 1965. — 54 с.
- Молоко в питании человека [Текст] / Р. Б. Давидов, В. П. Соколовский. — Москва : Медгиз, 1959. — 171 с. : ил. ; 21 см. — (библиотека практ. врача). — Библиогр.: с. 164—169. — 10000 экз.. — Б. ц.
- Молоко и молочное дело [Текст] : [По специальности 1506 «Зоотехника»] / Р. Б. Давидов. — Изд. 4-е, перераб. и доп. — Москва : Колос, 1973. — 256 с. : ил. ; 22 см. — (Учебники и учеб. пособия для высш. с.-х. учеб. заведений). — 30000 экз.. — Б. ц.
- Молоко и молочные продукты в питании человека [Текст] / Р. Б. Давидов, В. П. Соколовский. — Москва : Медицина, 1968. — 2361с., 1 л.1схем. : ил. ; 21 см. — (библиотека сан. врача). — Библиогр.: с. 228—234. — 10000 экз.. — Б. ц.
- Основные витамины в молоке и молочных продуктах [Текст] / Р. Б. Давидов и др. — Москва : Пищепромиздат, 1956. — 230 с. : ил. ; 23 см. — Библиогр. в конце глав. — 7000 экз.. — Б. ц. Перед загл. авт.: Р. Б. Давидов, Л. Е. Гулько, М. А. Ермакова
- Справочник по молочному делу [Текст] : справочное издание / Р. Б. Давидов. — Изд. 2-е, перераб. — Москва : Сельхозгиз, 1958. — 376 с. : ил. ; 21 см. — 40000 экз.. — Б. ц.

## Награды и премии
- Сталинская премия III степени (10 апреля 1942) — за разработку способа длительного хранения плазмы крови
- орден Красной Звезды
- орден Трудового Красного Знамени
- орден «Знак Почёта»